# Walter Hayes (Journalist)
Walter Leopold Arthur Hayes (* 12. April 1924 in Harrow, Middlesex; † 26. Dezember 2000) war ein britischer Journalist und Public Relations Vorstand von Ford. Er war eine Schlüsselfigur beim Aufbau von Fords Formel 1 Programm, da er maßgeblich die Entwicklung des Cosworth DFV sowie die Rekrutierung von Jackie Stewart förderte. Ferner initiierte er die Bildung der Premier Automotive Group mit den Zukäufen der britischen Automarken Jaguar und Aston Martin.

## Leben

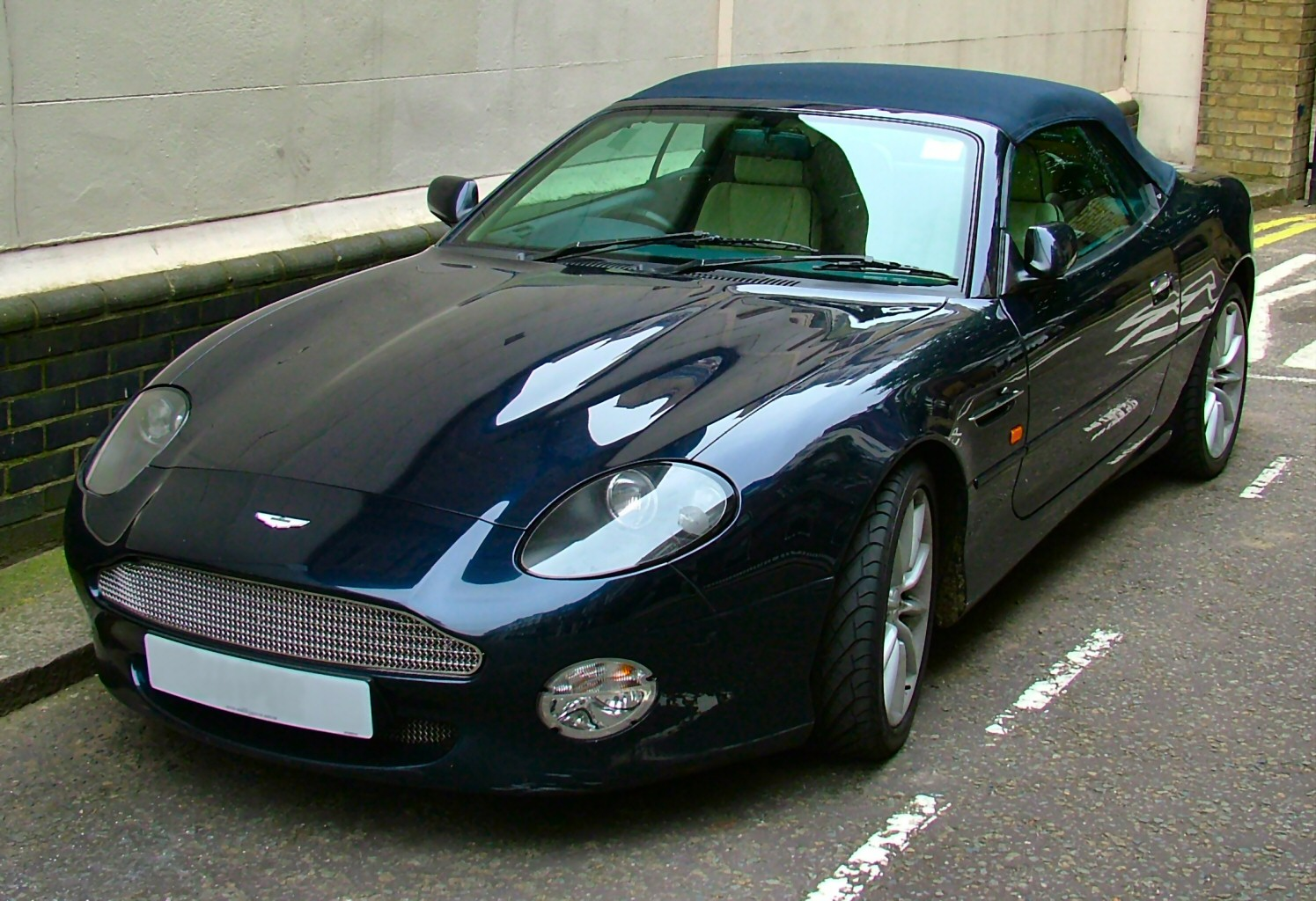
Aston Martin DB7, welcher unter der Ägide von Hayes auf den Markt kam.

Walter Leopold Arthur Hayes wurde in Harrow, Middlesex als Sohn eines Druckers geboren. Dank eines Stipendiums konnte Hayes die Hampton School besuchen und diente bei der Royal Air Force. Nach dem Zweiten Weltkrieg begann er zunächst als Journalist zu arbeiten und war unter anderem als Associate Editor der Daily Mail tätig. 1962 wechselte er als Leiter der Abteilung Öffentlichkeitsarbeit zu Ford UK. Dort trieb er die Rennsportaktivitäten voran.
Im Mai 1987 schlug er Henry Ford II auf die Frage, was sie heute machen sollten, zum Spaß vor Aston Martin zu übernehmen. Ford gefiel der Vorschlag und etwa ein später stieg Ford bei Aston Martin ein. Als Hayes 1989 bei Ford in Pension ging, wurde er gleichzeitig ins Board von Aston Martin berufen. Während seiner 5 Jahre bei Aston Martin brachte er erfolgreich das Modell DB7 auf den Markt und führte so Aston Martin aus der Krise.
Im Dezember 2000 verstarb Hayes schließlich nach kurzer Krankheit im Alter von 76 Jahren.